# Cardamine glacialis
Cardamine glacialis är en korsblommig växtart som först beskrevs av Johann Georg Adam Forster, och fick sitt nu gällande namn av Dc. Cardamine glacialis ingår i släktet bräsmor, och familjen korsblommiga växter. Inga underarter finns listade i Catalogue of Life.